# 幽靈盲鰻
幽靈盲鰻，（學名：Myxine phantasma）為盲鳗科盲鰻屬的其中一種，目前僅發現於東南太平洋智利巴爾第畢亞外海海域，為深海魚類，棲息深度688-815公尺，體延長呈圓柱狀，體後方側扁，眼退化為皮膚所覆蓋，6對鰓囊，鰓前孔18-24個、軀幹孔64-75，尾孔6-10個，總黏液孔90–106個，體近透明，體長可達51公分，棲息在泥底質海域，將身體埋入泥中，屬肉食性，沒有交配器官，性腺位於腹膜腔內，卵巢位於性腺的前部，睾丸位於性腺的後部，若性腺的顱部發育，則動物成為雌性；若性腺的尾部發生分化，則動物成為雄性，生活習性不明。